# Verwaltungsgebäude Marktplatz 6

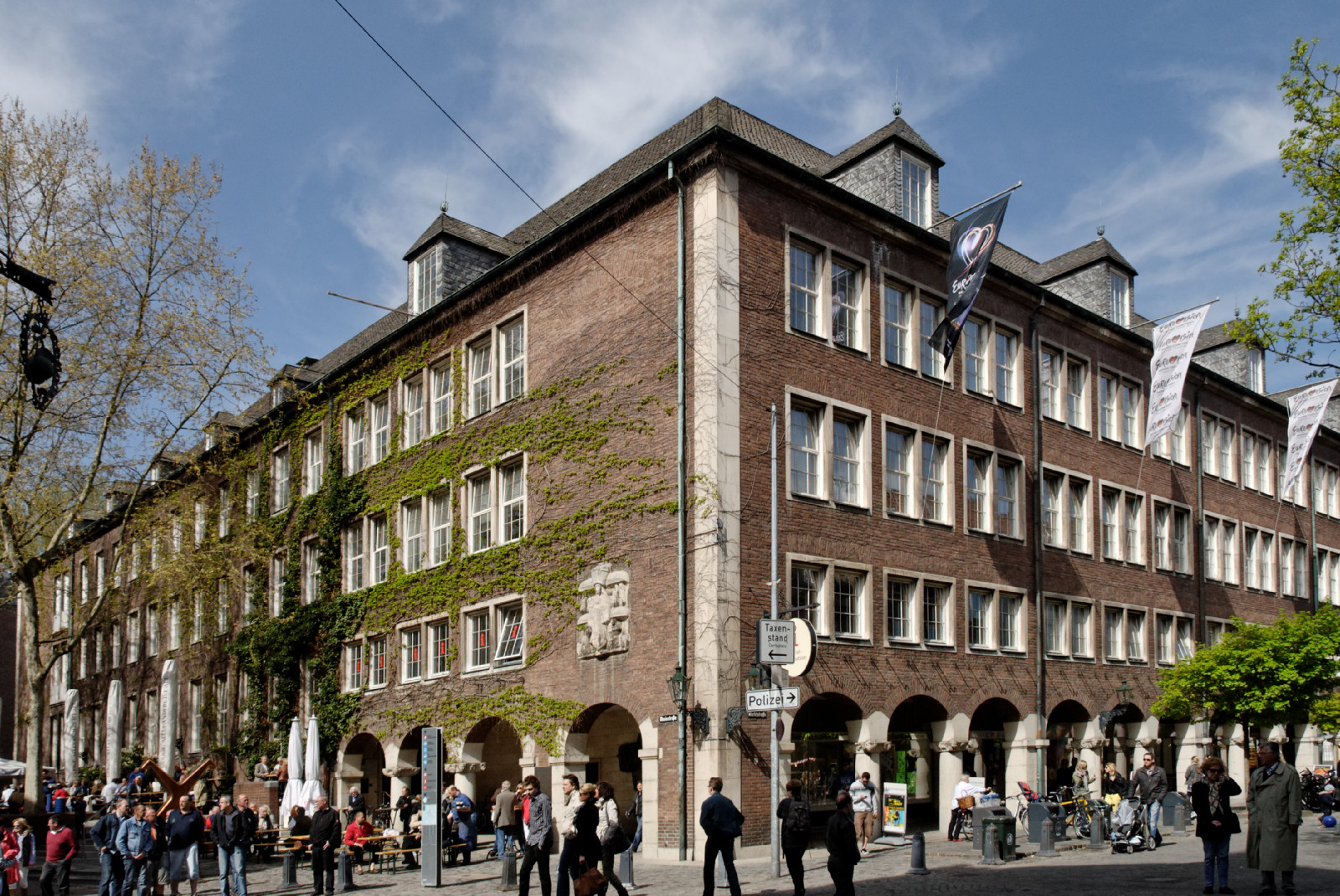
Süd- und Ostfassade

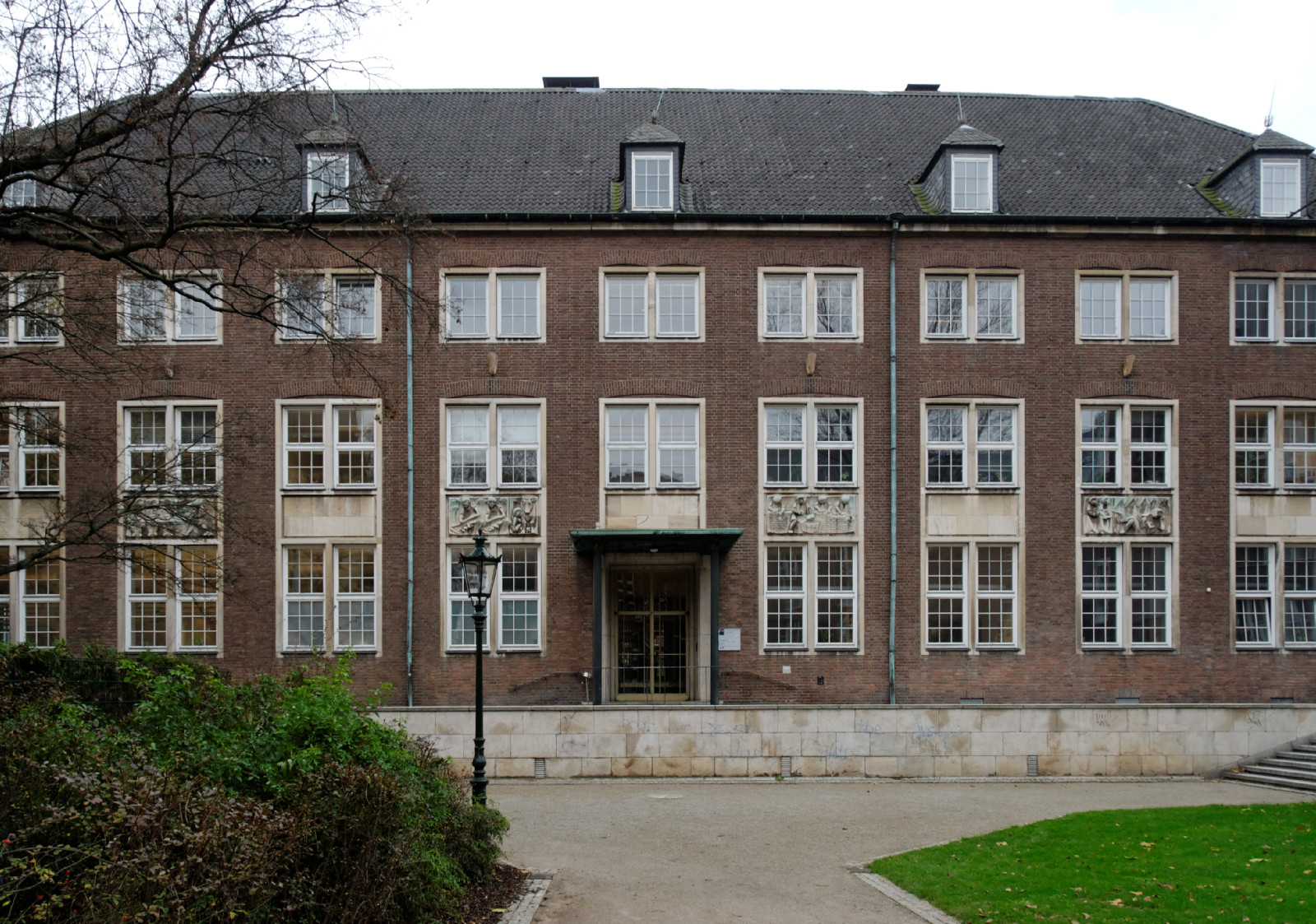
Westfassade mit Haupteingang und Vorplatz

Das denkmalgeschützte Verwaltungsgebäude Marktplatz 5 und 6 in der Düsseldorfer Altstadt wurde von 1952 bis 1956 vom Hochbauamt der Stadt unter Leitung und nach einem Entwurf des Architekten Julius Schulte-Frohlinde am Marktplatz im Stil der Heimatschutzarchitektur erbaut. Das Haus beherbergte die städtische Kämmerei sowie die Stadtkasse. Es gilt als ein Auslöser des Düsseldorfer Architektenstreits, der sich an der Person Schulte-Frohlindes und an der Architektursprache des Gebäudes entzündete.

## Lage und Beschreibung
Das Gebäude erstreckt sich über den gesamten Bereich zwischen Marktplatz und Rheinstraße, begrenzt im Westen durch eine Grünanlage zwischen Zoll- und Rheinstraße und im Osten durch die Marktstraße. Es hat an den viergeschossigen Nord-, Ost- und Südseiten Bogengänge, die das Erdgeschoss zum Marktplatz, zur Marktstraße und zur Rheinstraße rhythmisch gliedern. Hinter den Arkaden der Bogengänge befinden sich Schaufenster und Eingänge von diversen Ladenlokalen, die das Erdgeschoss beleben. Der Haupteingang des Verwaltungsgebäudes liegt auf der ruhigeren Westseite, die als dreigeschossige Schaufassade ausgebildet ist. Eine kleine Terrasse ist ihr vorgelagert. Diese Fassade, die eine symmetrische Gestaltung aus elf werksteingerahmten Fensterachsen mit Relieffeldern aufweist, orientierte sich auf eine damals zum Rhein hin geöffnete Grünanlage, die durch eine Bebauung von 1984 nunmehr den Charakter eines Hinterhofs angenommen hat. Betont wird der Haupteingang in der Mittelachse der Fassade durch ein leichtes Vordach auf filigranen Metallsäulen mit Lorbeerkapitellen. Hervorgehoben wurde die Ansicht dieser Gebäudeseite außerdem durch eine asymmetrisch aufgestellte, freistehende Granitsäule mit einer Skulptur des „Düsseldorfer Löwen“ von Hans Breker, eine Anspielung auf die Säule mit dem Markuslöwen an der Piazzetta San Marco. In die Außenwand der Zollstraße, wo diese in den Marktplatz einmündet, wurde 1956 der Gänsebrunnen des Bildhauers Willy Meller eingebaut.

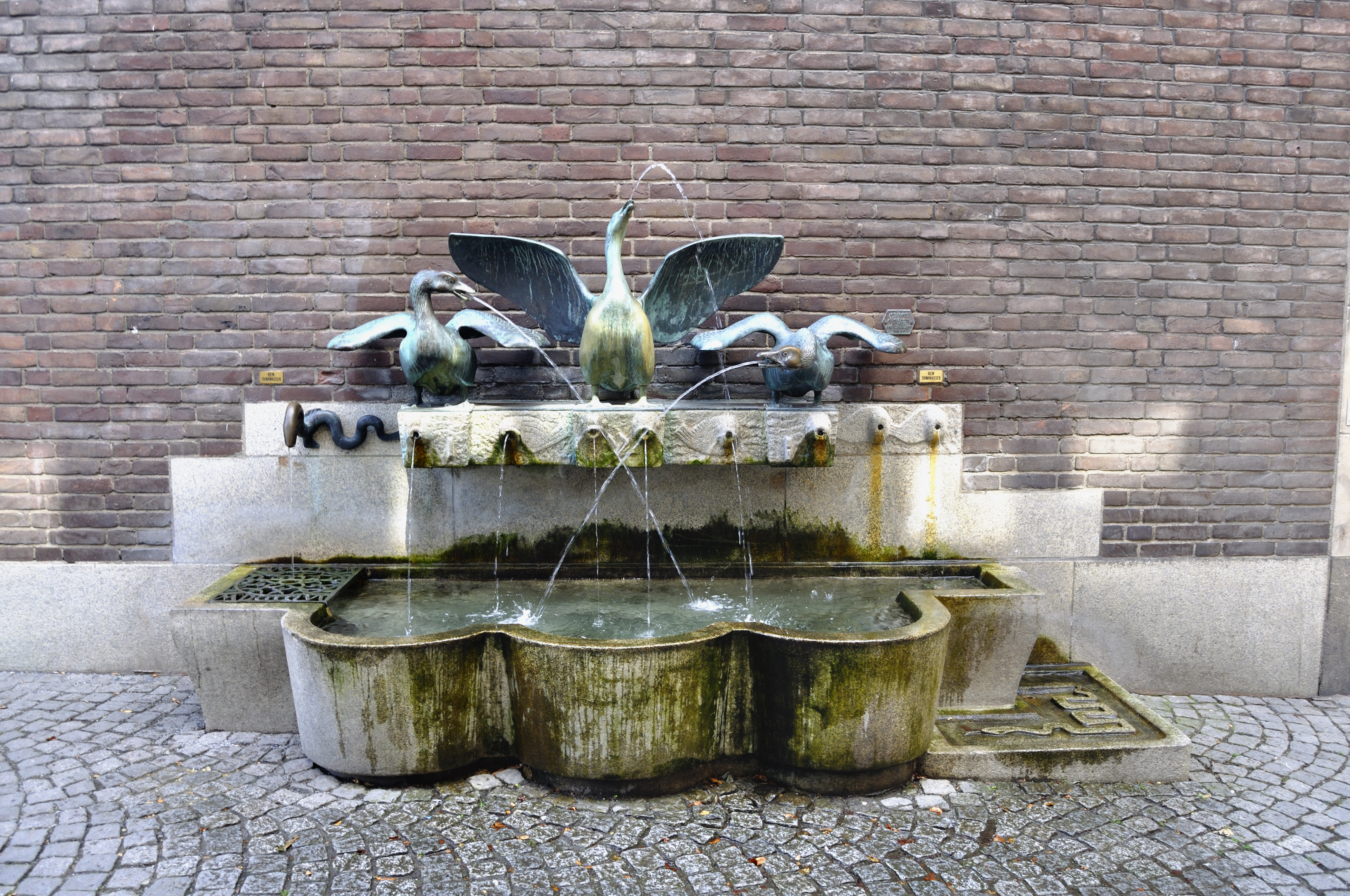
Gänsebrunnen von Willy Meller

Der Bau ist mit weiteren Bauplastiken geschmückt:
1. Relief „Erhebung Düsseldorfs zur Stadt“ von Ferdinand Heseding (Bogengang)
2. Relief „Gebrüder Jacobi“ von Max Kratz (Bogengang)
3. Relief „Lorenz Cantador“ von Willi Hoselmann (Bogengang)
4. Relief der „Marktfrauen“ von Jupp Rübsam (Bogengang)
5. Relief der „Martinskinder“ von Ferdinand Heseding (Bogengang)
6. Skulptur „der Arme und der Reiche“ von Max Kratz (Türgriff)
7. Reliefs „Schneider“, „Trinkende“, „Bauern“, „Maurer“, „Architekten und Künstler“ und „Fischer“ von Max Kratz (Fassade)

## Geschichte
Der Architekt Julius Schulte-Frohlinde war ein Vertreter der traditionalistischen Baukunst der frühen Nachkriegszeit in Düsseldorf, die sich der Heimatschutzarchitektur zuordnen lässt. Schulte-Frohlinde wurde von Friedrich Tamms nach Düsseldorf berufen, wo er ab 1952 das Hochbauamt leitete. Er war ihm aus dem 1943 von Adolf Hitler beauftragten Arbeitsstab für den Wiederaufbau bombenzerstörter Städte bekannt. Zuvor war Schulte-Frohlinde Leiter der Bauabteilung der Deutschen Arbeitsfront gewesen.
Von Tamms hatte er den Auftrag bekommen, den Neubau eines Verwaltungsgebäudes so zu gestalten, dass der historische Charakter des Marktplatzes gewahrt blieb. Diesem konservatorischen Anliegen entsprach Schulte-Frohlinde, indem er sich für einen Backsteinbau mit Walmdach und Arkaden in Granitstein entschied. Der Bau war als ein erster Abschnitt zu einem neuen Rathausbau am Rheinufer gedacht. Grundlage der städtebaulichen Anordnung des Gebäudes waren Planungen zur Rathauserweitung aus den 1920er Jahren, insbesondere der Wettbewerbsbeitrag von Karl Wach aus dem Jahr 1924, sowie unter der Leitung von Tamms entstandene Neuordnungsplan 1952. Schulte-Frohlindes umstrittener Entwurf, der die Errichtung des neuen Gebäudes in zwei Bauabschnitten und einen rheinseitigen Haupteingang mit repräsentativem Vorplatz vorsah, gab 1952 einen Anstoß zum Düsseldorfer Architektenstreit, wobei der Vorwurf erhoben wurde, das Gebäude erinnere an die „inzwischen obsolete Baukunst im Dritten Reich“. Dies begründete später den Denkmalwert des Gebäudes und die folgende Eintragung in die Denkmalliste der Stadt wesentlich.
Dem Hamburger Magazin Der Spiegel war die entstandene Aufregung über das Gebäude einen Artikel wert. Mit markigen Worten schloss es sich den Kritikern an:

„Der Entwurf, der äußerlich fatal an die längst überwundene Architektur des ‚größten Baumeisters aller Zeiten‘ gemahnt, verleugnet also alle Errungenschaften der modernen, mit viel Glas, Beton und Stahl arbeitenden Architektur und entspricht im Stil den großdeutschen Kasernenbauten.“

Anfang 2012 wurde seitens der Stadt Düsseldorf entschieden, dass das Gebäude umfassend saniert werden müsse, insbesondere aufgrund der mangelhaften elektrischen Leitungen und des unzureichenden Brandschutzes. Zudem sollte das Gebäude energetisch saniert werden und u. a. neue Fenster erhalten. Zwischenzeitlich wurde das Gebäude für einen institutionellen Anleger für 80 Jahre im Erbbaurecht erworben. In einer Umbauphase bis – voraussichtlich – 2024 entstehen im Erdgeschoss zwei Versammlungsräume mit Gastronomie und Ladenflächen und ab dem 1. Obergeschoss moderne Büro- und Verwaltungseinheiten.

## Historische Bebauung

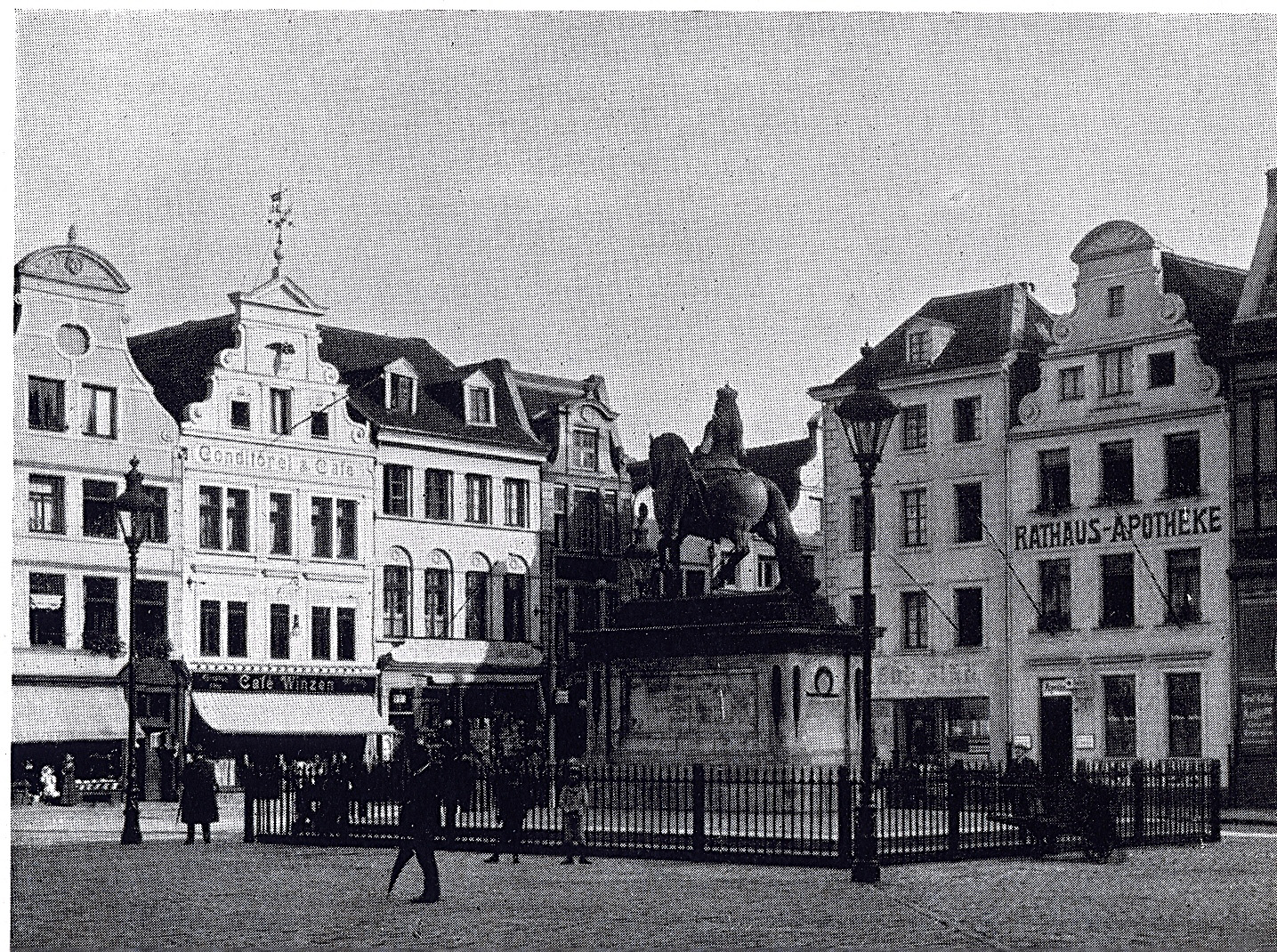
Bebauung des Marktplatzes mit giebelständigen Bürgerhäusern auf einem historischen Foto (vor 1909) – rechts, an der Platzfront mit der „Rathaus-Apotheke“, der heutige Standort des Verwaltungsgebäudes Marktplatz 6

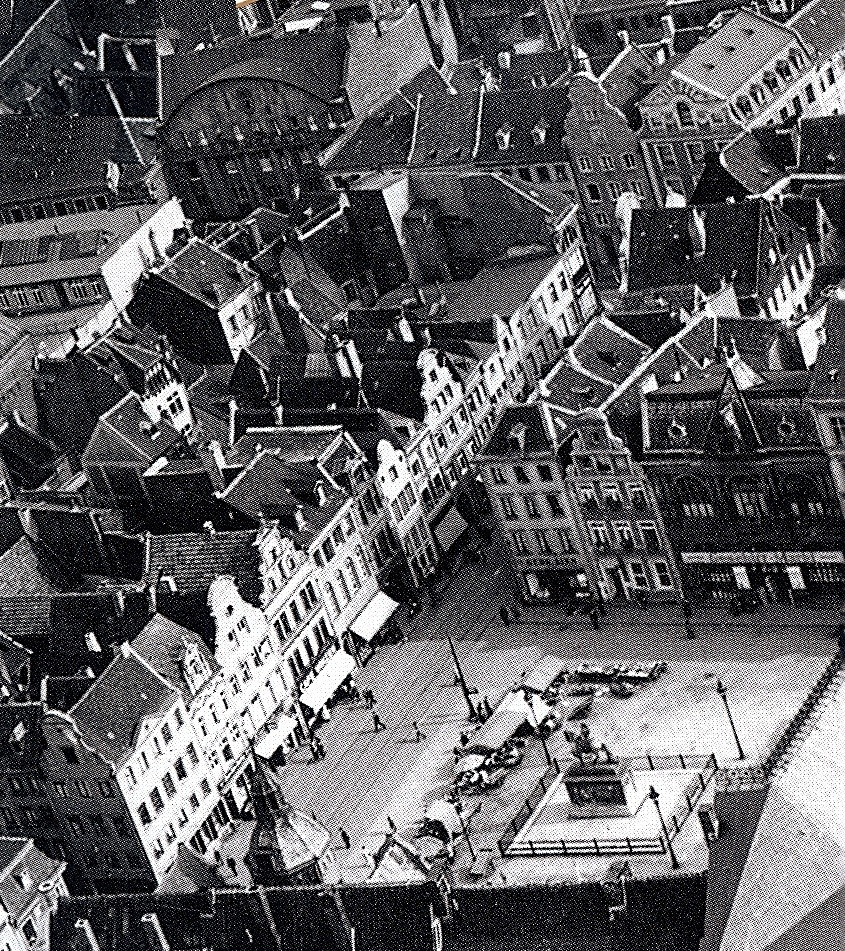
Marktplatz von oben mit Einzelgebäuden, um 1909

Das gesamte Grundstück des heutigen Verwaltungsgebäudes war bis zu den Zerstörungen im Zweiten Weltkrieg und dem dann erfolgten Neubau mit Einzelgebäuden bebaut. Diese Häuser lagen im Südbereich des Marktplatzes und auf der Westseite, der Marktstraße. Die Vorläufer dieser Gebäude waren ursprünglich bereits nach der ersten Stadterweiterung im 14. Jahrhundert angelegt worden. In fast allen Häusern wurden zeitweise Lokale betrieben. Deren Namen einschließlich die ihrer Besitzer sind teilweise überliefert.
Von folgenden Häusern liegen Gebäudenamen vor: An der Südseite des Marktplatzes hieß Nr. 3 Zum heiligen Nepomuk, Nr. 5 Zu den drei Reichskronen. Nr. 7 hatte mehrere Namen, zuerst Zur goldenen Glocke, später Zum weißen Pferd, danach im 18. Jahrhundert für lange Zeit Sonnenapotheke. Deren Eigentümer waren unter anderem die Hofapotheker Schrott ab 1730, Stipelin ab 1738 und dessen Nachfolger Heimbach. Haus Nr. 6 war ein besonders stattliches Haus, dessen Eigentümer über die Jahrhunderte mehrere Adelsfamilien und sonstige hochgestellten Personen waren. Um 1744 wurde hier für einige Zeit auch ein Kaffeehaus betrieben. Ende des 19. Jahrhunderts wurde das Haus mit mehreren Gebäuden auf der Rheinstraße abgerissen und dafür Leussings Fischhalle errichtet. Diese Halle konnte sowohl vom Marktplatz als auch von der Rheinstraße aus betreten werden, da sie als Passage ausgeführt war.
An der Westseite des Marktplatzes (Marktstraße) sind Häusernamen überliefert für die Hausnummern 3, 5, 7, 9, 13 und 15, das Eckhaus zur Rheinstraße, und zwar in gleicher Reihenfolge Die goldene Rose, Zur weißen Feder, Im klevischen Wappen, Im goldenen Stern, Zum weißen Horn und Zum großen Stockfisch. Für Haus Marktstraße Nr. 11 ist überliefert, dass dort am 25. Januar 1743 der Philosoph Friedrich Heinrich Jacobi geboren wurde.